# Supertramp
Pour les articles homonymes, voir Super et Tramp (homonymie).
Supertramp est un groupe britannique de rock, formé à Londres en 1969, par Rick Davies et Roger Hodgson. Il réalise ses plus grosses ventes dans les années 1970, à partir de son troisième album, Crime of the Century.
Roger Hodgson a composé et chanté la majorité des succès tels que Dreamer, Give a Little Bit, The Logical Song, Breakfast in America et It's Raining Again. Rick Davies a également composé et chanté des titres célèbres comme Bloody Well Right, Goodbye Stranger, My Kind of Lady et Cannonball.
Cependant, à l'instar de Lennon/McCartney pour les Beatles, Roger Hodgson et Rick Davies sont crédités en collaboration pour toutes les chansons du groupe jusqu'au départ de Hodgson en 1983, chacun interprétant les chansons dont il est l'auteur.
Le groupe a vendu plus de 70 millions de disques dans le monde, notamment grâce à l'album Breakfast in America sorti en 1979 et vendu à plus de 20 millions d'exemplaires.

## Histoire

### Avant Supertramp
Supertramp est créé en 1969 à la suite de l'audition de Roger Hodgson par Rick Davies. Ces deux musiciens composeront ensuite la majeure partie des chansons du groupe, dont ils seront en quelque sorte les leaders.
Rick Davies est né à Swindon, dans le Wiltshire, le 22 juillet 1944 dans une famille d'ouvriers. Il découvre la batterie à douze ans, et vers la même époque Gene Krupa et sa pièce Drummin' Man, qui exerce sur lui une forte influence. À l'âge de quinze ans, il entre dans une fanfare puis dans un groupe rock, Vince and the Vigilantes. Il écoute alors du rhythm and blues, notamment Little Richard, Fats Domino et Chuck Berry. À la Swindon Art School, il monte un groupe de blues avec Raymond O'Sullivan (qui prendra plus tard le nom de Gilbert O'Sullivan et connaîtra un succès international), Rick's Blues, qu'il dissout pour aller travailler comme soudeur lorsque son père tombe gravement malade. Par la suite, il rejoint les Lonely Ones, un groupe de musique soul mené par Noel Redding (futur bassiste du Jimi Hendrix Experience), en septembre 1966. Les Lonely Ones partent en tournée en Europe et s'installent à Genève en 1967, où ils se renomment The Joint.
Roger Hodgson, officiellement Charles Roger Pomfret Hodgson, est né le 21 mars 1950 à Portsmouth, dans le Hampshire, dans une famille aisée. Il commence à jouer de la guitare à douze ans, âge auquel il est envoyé dans un pensionnat pour garçons par sa mère. Il quitte l'école à dix-huit ans et fonde un groupe, People Like Us, avec lequel il enregistra un 45 tours intitulé Duck Pond, qui sort en mai 1968. Le groupe est rapidement dissous mais, notamment grâce à l'aide d'un roadie de Traffic, Hodgson enregistre un single en studio sous le nom de groupe Argosy, Mr. Boyd/Imagine, avec un certain Reginald Dwight (Elton John) au piano, Caleb Quaye à la guitare et Nigel Olsson à la batterie.

### Création et premiers albums (1969-1972)

#### Constitution initiale du groupe:Genuine Opportunity
En 1969, Rick Davies se produit au P.N. Club de Munich avec son groupe The Joint. Cette prestation est remarquée par un millionnaire néerlandais, Stanley August Miesegaes (« Sam »). David Llywelyn, alors manager du groupe, réussit à convaincre Miesegaes de financer le groupe.
Mais Sam décide après quelques mois d'arrêter d'aider financièrement The Joint. Le groupe se dissout alors. Cependant, Sam, impressionné par le talent de Rick Davies, lui propose un soutien financier s'il crée un nouveau groupe. Davies place alors une annonce dans le journal musical Melody Maker pour une audition baptisée « Genuine Opportunity », véritable opportunité
Roger Hodgson, poussé par sa mère, se présente à l'audition avec une guitare acoustique et joue Dear Mister Fantasy de Traffic. Rick Davies, fasciné par la voix d'Hodgson le choisit. La première version de Supertramp est alors composée de Rick Davies, du chanteur, guitariste et bassiste Roger Hodgson, ainsi que de Richard Palmer (guitare, balalaïka, chant), un passionné de The Band et de Traffic, lequel plus tard deviendra parolier pour King Crimson, et de Robert Millar (batterie, percussions et harmonica). À cette époque, les membres du groupe s'entendent mal.
Le groupe va brièvement se choisir le nom de Daddy pendant quelques mois avant de devenir, sur les conseils de Richard Palmer, Supertramp, d'après le titre d'un roman écrit par William Henry Davies en 1908, intitulé The Autobiography of a Super-Tramp (L'Autobiographie d'un super-vagabond en français).
Sam finance donc le groupe mais celui-ci est loin de vivre dans l'opulence. De ce fait, Sam Miesagæs paie le matériel et avance de temps à autre un peu d'argent lorsque cela s'avère indispensable. Le groupe retourne donc se produire au P. N. Club de Munich, à un rythme de cinq à sept concerts par semaine.

#### Premiers albums

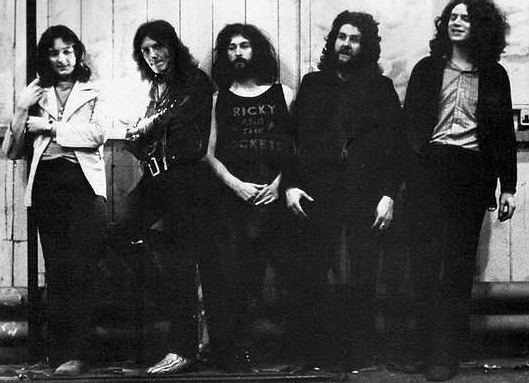
Le groupe Supertramp en 1971. De gauche à droite : Roger Hodgson, Frank Farrell, Rick Davies, Kevin Currie, Dave Winthrop.

De retour au Royaume-Uni, Supertramp émet le souhait de sortir un album. Sam va alors utiliser son carnet d'adresses et en parler à Bill Wills, manager de Peter Sellers. Au fil des contacts, le groupe obtient un contrat chez A&M Records.
Supertramp répète aux Morgan Sound Studios de Londres et décide, comme Spooky Tooth et Traffic, de travailler uniquement la nuit entre minuit et six heures du matin environ, et de s'autoproduire.
Son premier album, Supertramp, sort en août 1970. Les chansons ont globalement été écrites par Hodgson, Davies et Palmer, les deux premiers écrivant la musique et Palmer les paroles. Le chant est essentiellement assuré par Hodgson. La pochette de cet album représente un visage enclos dans une rose, sur fond noir. Il ne rencontre pas le succès.
Dave Winthrop (flûte et saxophone) rejoint le groupe pour son premier concert au festival de l'île de Wight. Fin 1970, Richard Palmer quitte le groupe - en 1973 il se retrouvera avec King Crimson comme parolier, remplaçant ainsi Peter Sinfield, sur trois albums sous son nom complet Richard Palmer-James -, suivi de Robert Millar, début 1971.
Désireux de trouver les voies du succès, Davies et Hodgson essaient de changer de style musical et de recruter d'autres membres pour leur prochain album. Frank Farrell (basse) et Kevin Currie (batterie et percussions) remplacent Millar et Palmer. Roger Hodgson passe de la basse à la guitare.
Leur nouvel album, Indelibly Stamped, présente un son plus rock, ressemblant à certaines chansons de la dernière période des Beatles, mais avec des influences variées allant de Led Zeppelin (sur la chanson Potter) aux Doors (longues nappes d'orgue dans Aries). La patte de Richard Davies s'affirme, tant au chant (il chante sur 6 des 10 chansons) que dans la composition qui lorgne clairement vers le rock progressif (avec des teintes de rhythm and blues). La pochette, plus racoleuse, représente une poitrine de femme tatouée. Malgré cela, les ventes n'augmentent pas, et on parle plus de la photo de la pochette que de l'album lui-même.

#### Dissolution de la première version du groupe
Sam Miesegaes doit rembourser 60 000 £ à 150 000 £ de dettes pour le matériel et les enregistrements. Il ne soutient plus le groupe mais lui laisse les instruments. Supertramp se dissout, et Hodgson et Davies repartent de zéro. C'est durant cette période que Hodgson s'essaye pour la première fois au LSD, il dira que cette expérience a changé sa vie et sa vision des choses et avoir été déçu par le fait que Davies ait refusé d'en prendre.
En 1973, Rick Davies et Roger Hodgson participent à l'unique album solo de Chick Churchill, le claviériste de Ten Years After, You and me. Curieusement si Roger occupe la place de guitariste et bassiste, Rick lui se retrouve à la batterie, poste qu'il partage avec Cozy Powell. Parmi les autres invités sur cet album, on retrouve Martin Barre de Jethro Tull et Bernie Marsden de Whitesnake à la guitare, le chanteur du groupe Wild Turkey, Gary Pickford-Hopkins ainsi que Leo Lyons et Ric Lee de Ten Years After qui sont aussi de la partie.

### Succès (1972-1983)

#### Arrivée de nouveaux membres
Durant l'été 1972, une importante recherche de remplaçants aboutit au recrutement de Dougie Thomson (basse), Bob Siebenberg (batterie) et John Helliwell (saxophone, clarinette et flûte, occasionnellement claviers et chœurs).
Dougie Thomson est né en 1951 à Glasgow, en Écosse. Recruté après une audition, il a joué auparavant avec le groupe Alan Bown Set avec John Helliwell.
Bob Siebenberg est un Américain de Los Angeles né en 1949, fan de Procol Harum. Il apprécie particulièrement Levon Helm (batteur de The Band), B.J. Wilson (de Procol Harum), Art Blakey, Sandy Nelson, Jim Capaldi (de Traffic) . Il a été remarqué par Davies et Hodgson alors qu'il jouait avec les Bees Make Honey, un groupe de pub rock.
John Anthony Helliwell est né en 1945 à Todmorden (dans le West Yorkshire). Il a commencé à apprendre le piano à 9 ans et la clarinette à 13 ans. À l'âge de 15 ans il commence à s'intéresser au jazz moderne, notamment avec Julian Cannonball Adderley et Sonny Rollins. Sans pour autant abandonner la musique, il étudie l'informatique et devient programmeur pour la société International Computers Ltd. En parallèle de son travail, il joue avec The Dicemen un groupe rock, puis dans un groupe de blues appelé Jugs O’Henry. Peu de temps avant de rejoindre Supertramp, il jouait dans une formation du nom de Pete Lancaster, qui tournait dans des bases militaires américaines en Allemagne. Après cette tournée, de retour au Royaume-Uni, son ami Dougie Thomson lui téléphone pour qu'il vienne assister à une répétition de Supertramp, et c'est à la suite de cette répétition qu'il jouera une pièce et entrera dans le groupe.
Le groupe ainsi complété peut alors écrire un nouvel album. Rick Davies et Roger Hodgson commencent à écrire et composer chacun de son côté.
Mais Supertramp a encore des problèmes financiers, et Roger Hodgson envisage alors de tout abandonner pour partir en Inde. Dave Margereson, qui travaille chez A&M Records, est séduit par les nouvelles maquettes du groupe. A&M Records prend en charge en quelque sorte le groupe et loue une ferme près de Southcombe dans le comté de Somerset (en Angleterre), afin qu'ils puissent répéter et demande à Ken Scott, le producteur de David Bowie, de travailler avec eux. Le groupe s'isole alors pour travailler pendant plusieurs mois, de novembre 1973 à février 1974, certains membres du groupe ayant amené avec eux leur famille. Cet isolement pose parfois quelques problèmes mais globalement, les membres du groupe apprennent à se connaître et à travailler ensemble sur leur nouveau projet.
Cette nouvelle formation sort en mars 1974 le single Land Ho/Summer Romance, qui passe quasiment inaperçu, ces deux pièces annoncent pourtant un changement évident dans le son et le style du groupe qui n'a plus grand chose à voir avec ses deux premiers albums. Roger Hodgson reprendra la chanson Land Ho sur son deuxième album solo, Hai Hai en 1987.

#### La percée avecCrime of the Century
Le groupe enregistre son projet au Trident Studios de Londres, et sort en 1974 Crime of the Century, qui marque le début du succès du groupe, tant au niveau des critiques qu'au niveau commercial. Bien qu'ils écrivent et composent séparément, toutes les chansons sont créditées « Davies/Hodgson », les deux auteurs voulant associer leurs noms à la manière de « Lennon/McCartney ». L'album se veut conceptuel et les thèmes abordés sont, dans l'ensemble, assez sombres et ironiques. Crime of the Century traite de l'aliénation physique et mentale, en opposant à la fois tout ce qui tient de la norme, du cadre (le système scolaire et l'éducation avec School, Bloody Well Right) ; du repli sur soi et de la folie (Hide in Your Shell, Asylum) ; ou encore de la rêverie et de l'errance (Dreamer, Rudy). Au fur et à mesure que s'égrènent les chansons se posent ces deux questions : « où se trouve la frontière entre raison et folie ? » et « qui décide de cette frontière : eux ou moi » ? La pochette de l'album représente les barreaux de la fenêtre d'une cellule de prison, à laquelle s'accrochent deux mains, flottant dans l'espace.
Cet album devient disque d'or au début de l'année 1975. Il se classe premier au Royaume-Uni, où le single Dreamer entre au Top 10. La face B, Bloody Well Right, monte en mai 1975 au Top 40 des États-Unis, où l'album devient disque d'or la même année. Siebenberg pense que le groupe a atteint un sommet artistique avec ce troisième album, mais ses plus grands succès commerciaux viendront plus tard. Les morceaux les plus connus de cet album sont Dreamer (13e au hit-parade britannique), Crime of the Century, Bloody Well Right (ces deux titres sont classés 35e au Royaume-Uni) et School.
Supertramp accompagne Crime of the Century d'une tournée de concerts « son et lumière » au Royaume-Uni et aux États-Unis. Le groupe n'est toutefois pas encore connu dans le monde entier. En effet, seulement huit billets sont vendus lors d'un concert au Bataclan à Paris. En réalité, il y avait environ deux cents spectateurs (qu'on peut entendre sur l'enregistrement du concert diffusé sur France Inter en 1979 lors d'une émission de Bernard Lenoir, Feedback) mais cent cinquante d'entre eux étaient des invités. Le manager avouera même plus tard, en 1979, lors d'un autre concert à Paris, avoir acheté six des huit billets pour que les membres du groupe ne soient pas trop démoralisés.

#### Confirmation du succès (Crisis, What Crisis?etEven in the Quietest Moments…)
Supertramp interrompt son Crime Tour of America en raison d'une blessure au bras de Roger Hodgson. Les membres du groupe s'installent séparément dans des appartements de Venice Beach à Los Angeles. Ils enregistrent une partie de Crisis? What Crisis? aux studios de A&M Records à Los Angeles, et terminent l'enregistrement aux Scorpio Studios et Ramport Studios de Londres. Dans le même temps, Ken Scott remixe Land Ho en vue de son éventuelle intégration dans le prochain album (en fait, ce remix ne sera publié qu'en 2005 sur la compilation Retrospectacle) alors que Hodgson l'enregistre dès 1987 sur son album Hai Hai. Au moment de commencer l'enregistrement aux studios de Los Angeles, le groupe n'avait pas encore de maquette ni de projet bien défini : l'album a été en fait élaboré petit à petit en studio. Les plages de Californie n'étant pas propices à la concentration, Supertramp décide de regagner Londres. Crisis, What Crisis? sort en novembre 1975. Cet album aborde dans l'ensemble des thèmes plus légers que Crime of the Century (l'amour, la vie quotidienne, la famille) et laisse plus de place au saxophone de Helliwell. La pochette de l'album représente un homme, en short sur une chaise longue sous un parasol jaune, au beau milieu d'une ville industrielle grise et polluée.
Le groupe entame une tournée mondiale de huit mois, Lady Tour, en commençant par le Royaume-Uni à la fin de l'année 1975 pour poursuivre en Europe, revenir au Royaume-Uni pour un concert au Royal Albert Hall, continuer vers les États-Unis (notamment à Las Vegas, passage assez rare pour un groupe de rock), le Canada, le Japon, la Nouvelle-Zélande et l'Australie en 1976. Cette tournée est plus importante que la précédente, avec plus d'effets de lumière. À la fin de l'année 1976, les membres du groupe s'installent en Californie.
Pour l'album suivant, Even in the Quietest Moments…, sorti en avril 1977, le groupe engage Geoff Emerick, l'ingénieur du son des Beatles, et s'isole dans les montagnes du Colorado, au Caribou Ranch, pour l’enregistrement. Celui-ci, initialement prévu pour deux semaines, durera en réalité entre deux et trois mois, ce qui causera quelques tensions au sein du groupe, dues en grande partie à l'isolement.
Puis Supertramp retourne à Los Angeles pour mixer l'album avec les ingénieurs du son Geoff Emerick et Peter Henderson, aux studios Record Plant. Des photographes retournent dans le Colorado pour réaliser la pochette de l'album : un piano dans la neige. En juillet 1977, Even in the Quietest Moments… est déjà disque d'or et comporte le hit international Give a Little Bit que Roger Hodgson avait écrit vers l'âge de 19 (ou 20) ans et qu'il avait présenté au groupe pour l'enregistrement cinq à six ans plus tard. La chanson est diffusée à grande échelle sur les stations de radio du monde entier. Hodgson a déclaré qu'il avait été inspiré par la chanson All You Need is Love des Beatles, sortie au cours du mouvement Peace and love dans les années 1960. Alors que le mouvement punk commence à prendre de l'essor, cet album traite de thèmes positifs comme l'épanouissement personnel par les sentiments (Give a Little Bit), l'amour (Lover Boy) et la fraternité.
En 1978, Supertramp, le premier album du groupe, est réédité. Le groupe entame une tournée de 130 dates aux États-Unis, au Canada, en Europe et au Royaume-Uni. Ses concerts sont de plus en plus soignés, laissant moins de place à l'improvisation, les effets de lumière étant calés sur les chansons avec une grande précision.

#### Le succès à son apogée avecBreakfast in America

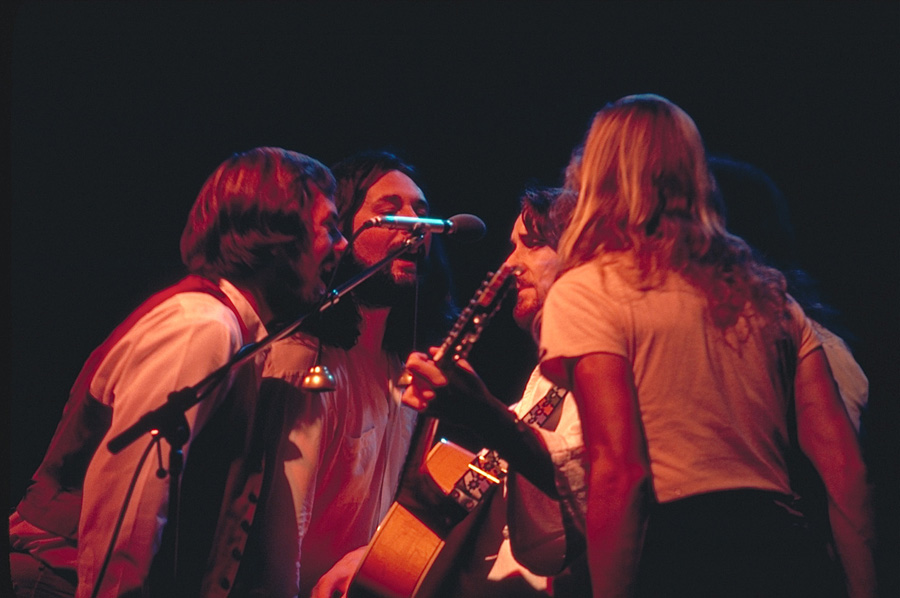
Supertramp lors du Breakfast in Europe Tour à Munich (Allemagne) en 1980. De gauche à droite : Dougie Thomson, Rick Davies, Roger Hodgson, John Helliwell, Bob Siebenberg.

En avril 1978, après cette tournée et un peu de repos, Supertramp commence à travailler chez Rick Davies, à Los Angeles, sur un nouvel album. Puis le groupe part enregistrer aux studios Village Recorder à Los Angeles, avec le producteur Peter Henderson. L'enregistrement, qui devait initialement durer deux mois, se termine fin 1978. En effet, l'album devait avoir pour thème principal les différends entre Davies et Hodgson, mais le groupe a changé d'idée en cours de route et décidé de faire une critique de l'Amérique et du rêve américain.
D'abord intitulé Working Title, puis Hello Stranger (sans doute une référence à la chanson Goodbye Stranger), Breakfast in America sort finalement en mars 1979, avec beaucoup de retard sur ce qui était initialement prévu. Sur la pochette - conçue par le designer Mike Doud (ayant déjà œuvré pour l’album Physical Graffiti de Led Zeppelin) -, on voit la statue de la Liberté remplacée par la comédienne Kate Murtagh habillée en serveuse, tenant le menu et un jus d'orange sur un plateau ; au fond, on distingue Manhattan où les immeubles sont remplacés par des pots de condiments. L'album comporte beaucoup de succès comme Take the Long Way Home, Goodbye Stranger, The Logical Song et la pièce-titre.
Rick Davies avait des doutes quant à la qualité artistique de cet album, mais Bob Siebenberg paria 100 dollars avec lui qu'il monterait en tête des ventes. L'histoire a donné raison au batteur : Breakfast in America s'est en effet vendu à 16 millions d'exemplaires à travers le monde rien que durant l'année 1980. L'album devient disque d'or et disque de platine dans plusieurs pays, et même disque de diamant au Canada. Il est récompensé par un Grammy Award et par la coupe Narm, qui récompense l'album le plus vendu aux États-Unis. Le 31 mai, lors d'un concert au Madison Square Garden de New York, Davies remet à Siebenberg un billet de 100 dollars encadré sous verre, portant la mention : « You'd better not spend it, you rat! » (Tu ferais mieux de ne pas le dépenser, salaud !). Durant ce même concert, A&M Records remet au groupe un disque de platine. Peu de temps après, la réédition du premier album Supertramp, devient disque d'or.
La sortie de l'album est assortie d'une grande tournée mondiale, le Breakfast Tour, qui s'accompagne de nombreux effets spéciaux, d'une somme de matériel impressionnante, 52 tonnes de matériel d'une valeur de cinq millions de dollars et d'une équipe de 40 personnes. C'est durant cette tournée qu'est enregistré le Live in Paris (1980), un double album live, au Pavillon de Paris. Plutôt que de centrer le concert sur les chansons de son album le plus connu, Breakfast in America, le groupe accorde aussi une place importante à des titres plus anciens, notamment ceux de l'album Crime of the Century.

#### Famous Last Wordset départ de Roger Hodgson

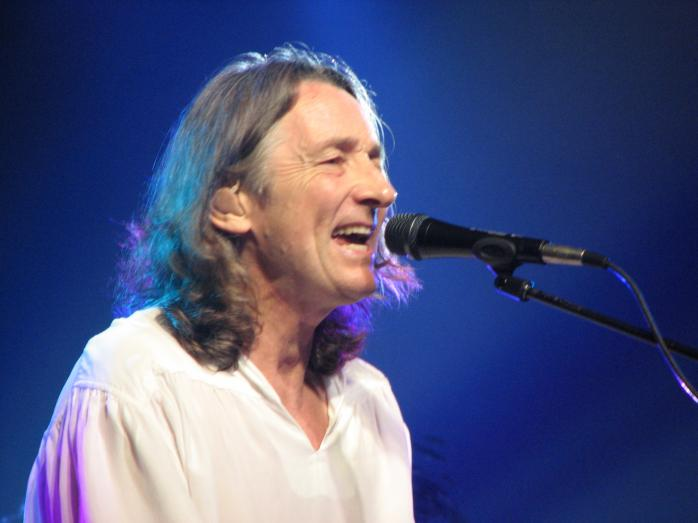
Roger Hodgson

En 1980, la lassitude s'est installée et les membres du groupe décident de faire une pause et de ne plus s'engager pour des tournées ou des enregistrements, si longs et fatigants. Des rumeurs commencent à circuler sur une possible séparation : le groupe — et notamment Roger Hodgson — dément. Durant leur période de repos de dix-huit mois, les membres du groupe retrouvent leurs familles à Los Angeles. Roger Hodgson décide de s'éloigner et s'achète une propriété à Nevada City, à une centaine de kilomètres au nord de Sacramento, et y fait construire un studio d'enregistrement (Unicorn Studios).
Au moment de se retrouver pour enregistrer Famous Last Words, Davies et Hodgson ne réussissent pas à se mettre d'accord sur le lieu d'enregistrement et de mixage. Ils arrivent finalement à un compromis : ils répéteront chez Davies à Los Angeles et enregistreront chez Hodgson. L'album, coproduit par Supertramp et Peter Henderson, sort en octobre 1982, abordant surtout le thème de la rupture. Les compositions de Davies et de Hodgson sont ici très différentes. Le groupe enregistre son premier clip pour My Kind of Lady. Dans ce clip, les membres du groupe sont en costume des années 1950, sans barbe et les cheveux lissés vers l'arrière. It's Raining Again obtient un énorme succès (6e au Royaume-Uni et 11e aux États-Unis).
Le 9 mars 1983, Hodgson annonce au cours d'une conférence de presse qu'il quitte le groupe une fois la tournée terminée en septembre 1983. Hodgson déclare que son départ est motivé par le désir de passer plus de temps en famille et de faire une carrière solo et qu'il n’y a jamais eu de véritables problèmes personnels ou professionnels entre Davies et lui comme parfois évoqué. Il entame alors une carrière solo : son premier album, In the Eye of the Storm (1984), ne se classe que 75e dans les charts américains. Il laisse aux autres membres l'usage du nom Supertramp, puisque le groupe n'est pas dissous et qu'il est le seul à partir. Une quinzaine d'années plus tard, il exprimera des regrets à ce sujet, car le contrat moral passé avec Rick Davies était le suivant : il laissait le nom de Supertramp au groupe et, en échange, il exigeait qu'aucune des chansons qu'il avait écrites et interprétées ne soit reprise en concert par un autre chanteur. Ce qui ne sera effectivement pas le cas par la suite.
La tournée de promotion de l'album est malgré tout un succès : Supertramp joue pour environ 1,5 million de spectateurs.

### Supertramp sans Roger Hodgson après 1983

#### Déclin progressif (1983-1988)
Les quatre membres restants de Supertramp décident d'enregistrer un nouvel album. Brother Where You Bound sort en mai 1985. Toutes les chansons sont signées Rick Davies, les compositions sont plus sérieuses, plus rythmées et plus progressives, retrouvant le son de Crime of the Century. Cet album comprend le succès Cannonball, ainsi que la chanson éponyme, un pamphlet anti-Maccarthisme de seize minutes où David Gilmour guitariste de Pink Floyd, joue la guitare solo. Sur cette même chanson, on retrouve Scott Gorham à la guitare rythmique. L'album atteint la 21e place dans les charts américains et est suivi d'une tournée de concerts qui connaîtra un énorme succès. Les concerts comportent encore plus de jeux de lumières utilisant les dernières technologies de l'époque (notamment un système d'éclairage mobile), ainsi que des projections de films illustrant certaines chanson.
En 1987, le groupe est rejoint par le claviériste, guitariste et chanteur Mark Hart ex-Crowded House et sort son neuvième album studio Free As a Bird en octobre. L'album connaît beaucoup moins de succès que les précédents, tant au niveau critique que commercial. Pour cet album, Rick Davies a voulu essayer de nouvelles techniques d'enregistrement : enregistrer chaque instrument séparément des autres, utiliser des boîtes à rythmes et placer les voix en dernier sur la musique. Durant le premier trimestre 1988, cet album est suivi d'une tournée mondiale, The World Migration Tour, qui mène pour la première fois le groupe au Brésil : 75 000 personnes à Rio de Janeiro et 125 000 dans le stade de São Paulo. C'est durant cette tournée qu'est enregistré Live '88, qui sortira en octobre 1988, sur un magnétophone deux bandes, pour la stéréo. Supertramp se dissout au terme de cette tournée.

#### Pause et sorties des compilationsThe Very Best of
De 1988 à 1995 est une période creuse dans l'histoire de Supertramp. Quelques projets sans lendemain se dessinent, des rumeurs d'une reformation du groupe avec Roger Hodgson circulent au gré des interviews.
Le 22 juillet 1990, Hodgson organise une commémoration en l'honneur de Stanley August Misiegæs, mort en avril, dans sa propriété de Nevada City. Davies y est invité et semble se réconcilier avec Hodgson. Ils se retrouvent en octobre pour quelques répétitions et en novembre, Davies évoque la possibilité de reformer Supertramp avec Hodgson lors d'une interview pour la radio RTL, donnée à l'occasion de la sortie de la compilation The Very Best of vol.1 sortie le mois précédent (en octobre). Cette annonce n'est cependant pas suivie d'effet.
En janvier 1993 sort The Very Best of vol.2. Les deux compilations connaissent un grand succès commercial et deviennent disque d'or et disque de platine dans plusieurs pays.
Le 14 avril 1993, Roger Hodgson, Rick Davies et John Helliwell jouent à l'hôtel Hilton de Beverly Hills à l'occasion d'une cérémonie en l'honneur de l'un des créateurs de A&M Records, Jerry Moss. Par la suite, Hodgson et Davies travaillent à deux, durant quatre mois, sur un projet d'album. Mais Hodgson se montre exigeant sur l'écriture des morceaux, il désire signer seul les compositions qu'il écrit, et refuse que la femme de Davies gère le futur groupe recomposé : il abandonne alors le projet.

#### Supertramp se reforme
En 1995, Rick Davies souhaite toujours reformer le groupe, encouragé par les ventes des Very Best of vol.1 et vol.2. Il contacte alors John Helliwell, le saxophoniste du groupe qui avait repris des études de musique au Royaume-Uni, Bob Siebenberg, le batteur, et Mark Hart, qui a remplacé Roger Hodgson à la guitare et au chant pour Free as a Bird. Il embauche pour l'occasion Lee Thornburg, qui avait déjà joué de la trompette sur Free as a Bird, Carl Verheyen, guitariste, et Tom Walsh, percussionniste. Dougie Thomson, le bassiste du groupe depuis 1972, ne se joint pas au projet et est remplacé par Cliff Hugo. Ces musiciens partent alors travailler dans le studio de Rick Davies.
Le contrat chez A&M Records étant arrivé à sa fin peu de temps après la sortie des compilations, Davies leur propose la nouvelle maquette mais A&M Records refuse de signer un nouveau contrat pensant que le groupe ne vendra plus de disques. Davies présente sa maquette à d'autres maisons de disques. EMI France est séduit et signe en 1996 avec Supertramp un contrat pour trois albums. Le groupe part enregistrer à Los Angeles. Le producteur est alors Jack Douglas, qui a aussi produit John Lennon (son dernier album, Double Fantasy) et Aerosmith.
Le 24 mars 1997 sort Some Things Never Change. Le disque présente une musique assez classique, sans innovation, reprenant les éléments qui ont fait le succès du groupe. Cet album ne convainc pas la critique mais se vend bien, notamment en France où 250 000 exemplaires s'écoulent en une dizaine de jours. L’album atteint également la troisième position des charts en Allemagne et la deuxième en Suisse. Le disque a moins d’impact au Royaume-Uni où il n’atteint que la 74e position.
L'album est suivi par la tournée It's About Time qui couvre l'Europe et l'Amérique du Nord. La tournée de 113 concerts débute à Stockholm au début d'avril 1997 et se termine à Stuttgart en octobre de la même année. Au cours de cette période, Supertramp se produit à Prague et à Budapest pour la première fois de sa carrière. En 1999, sort It Was The Best of Time, album live de cette tournée, enregistré au Royal Albert Hall de Londres les 19 et 20 septembre 1997.
Supertramp sort l'album Slow Motion en 2002. Onzième album studio du groupe, le disque est produit par Rick Davies, qui signe toutes les compositions à l'exception de Gold rush, une chanson datant des débuts de Supertramp et composée par Davies et Richard Palmer. Le succès de cet album est moindre par rapport à celui de Some Things Never Change. Aux États-Unis et au Canada, le disque ne sera disponible que sur internet. Le disque atteint la sixième position en Suisse, la huitième en France et la dix-septième en Allemagne. Slow Motion est suivi de la tournée mondiale One More For The Road (86 dates).
Retrospectacle, un double album compilation, sort en 2005.

#### 70-10 Tour, la tournée anniversaire

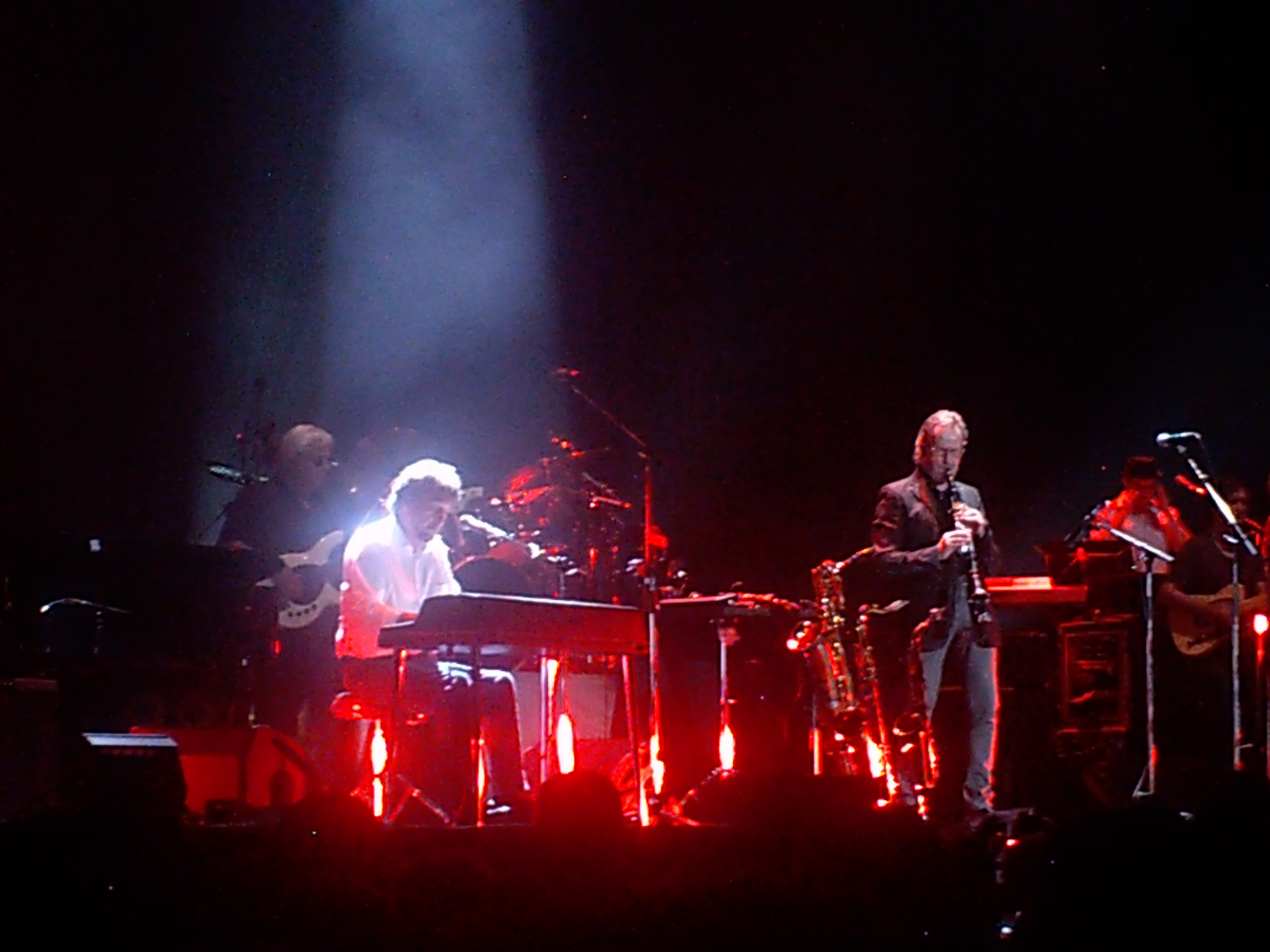
Le groupe lors de sa tournée en 2010.

À l'automne 2010, Supertramp reprend la route pour la tournée 70-10 : All The Hits And More, dans toute l'Europe de l'Ouest, pour une trentaine de dates. Après une série de répétitions parisiennes fin août 2010, le groupe entame sa tournée anniversaire en Allemagne le 2 septembre pour la finir à Paris fin octobre.
Parallèlement, Roger Hodgson poursuit sa tournée mondiale et, à l'annonce de celle de Supertramp, il émet le souhait de se joindre à eux sur scène pour quelques dates, afin d'offrir aux fans ce qu'ils attendent depuis des années : une reformation du groupe initial sur scène où les deux chanteurs seraient réunis. Toutes les conditions semblent favorables mais un accord ne sera jamais trouvé entre les deux anciens partenaires, chacune des parties rejetant les raisons de l'échec de la reformation sur l'autre.
Supertramp et Rick Davies créent alors la polémique : en reprenant sur scène des chansons écrites par Hodgson, ce dernier accuse publiquement Davies de rompre l'accord verbal qui avait été établi entre eux lors du départ de Roger du groupe en 1983. Cet accord stipulait que Davies gardait le nom de Supertramp, mais s'engageait à ne jamais jouer les chansons d'Hodgson sur scène.[réf. souhaitée]
Si la controverse créée par Hodgson semble crédible et justifiée, elle apparaît néanmoins impromptue et inadéquate puisque Davies avait de facto rompu cet accord tacite dès 1988 lors du « World Migration Tour », la tournée promotionnelle de Free As A Bird, sorti l'année précédente.[non neutre] Les chansons de Roger Hodgson ont constitué la grande majorité des tubes qui ont fait le succès du groupe et, désireux de garder un public fidèle et en nombre, Rick Davies, subissant certainement la pression des maisons de disques et des promoteurs, avait intégré ces chansons signés Hogdson dans le répertoire scénique du nouveau groupe, avec, selon les avis, plus ou moins de bonheur. Ces chansons furent répartis entre deux chanteurs : Jesse Siebenberg et Gabe Dixon.
Malgré tout, la tournée 2010 de Supertramp est un succès. Le soir du 28 octobre 2010, lors du dernier concert de la tournée à Paris (au Palais omnisports de Bercy), Rick Davies a fêté son 1000e concert avec le groupe, qui a, pour l'occasion, interprété la chanson Don't You Lie to Me, un vieux standard de rock américain de Hudson Whittaker.
Au début de l'été 2011, Supertramp présente une série de 12 concerts au Canada, se produisant à Vancouver, Calgary, Toronto, Montréal et Québec entre autres. En juillet de la même année, le groupe donne quelques spectacles en France notamment à Carhaix le samedi 16 juillet (20e Festival des Vieilles Charrues), Rouen, Strasbourg, Nîmes et Carcassonne.
En 2013, John Helliwell forme le Super Big Tramp band, un big band avec cuivres, piano et section rythmique qui reprend des classiques de Supertramp en jazz instrumental.
Au début de l'année 2015, Supertramp annonce une série de concerts européens pour l'automne. Au début du mois d'août, Rick Davies doit subir des traitements médicaux. La tournée est donc annulée.

## Membres
- Rick Davies : claviers, harmonica, chant, chœurs (1969-1988, 1996-2002, 2010-2011, 2015)
- Roger Hodgson : claviers, guitares, basse, chant, chœurs (1969 -1983)
- Richard Palmer : guitares, balalaïka, chant (1969-1971)
- Keith Baker : batterie (1969-1970)
- Robert Millar (†) : batterie, percussions (1970-1971), mort le 22 juillet 2024
- Dave Winthrop : flûte traversière, saxophone, chœurs (1970-1973)
- Frank Farrell (†) : basse, piano, accordéon (1971-1972), mort le 19 juillet 1997
- Kevin Currie : batterie, percussions (1971-1973)
- Dougie Thompson : basse (1972 -1988)
- John Helliwell : flûte traversière, saxophone, clarinette, claviers, chœurs (1973-1988, 1996-2002, 2010-2011, 2015)
- Bob Siebenberg : batterie, percussions (1973-1988, 1996-2002, 2010-2011, 2015)
- Mark Hart : chant, claviers, guitare (tour 1985-1986, 1996-2002, 2015)
- Carl Verheyen : guitare, percussions, chœurs (tour 1985-1986, 1996-2002, 2010-2011, 2015)
- Lee Thornburg : trombone, trompette, claviers, chœurs (1987, 1996-2002, 2010-2011, 2015)
- Tom Walsh : percussions (1996-1997)
- Cliff Hugo : basse (1996-2002, 2010-2011, 2015)
- Jesse Siebenberg : chant, guitare, percussions (1997-2002, 2010-2011, 2015), claviers (2010-2011, 2015)
- Gabe Dixon : claviers, tambourin, chant (2010-2011, 2015)
- Cassie Miller : chœurs (2010-2011, 2015)

### Musiciens additionnels
- Fred Mandel : claviers, guitare (1983)
- Scott Page : saxophones, flûte traversière, guitare (1983-1987)
- Marty Walsh : guitare, chœurs (1985-1988)
- Brad Cole : claviers, saxophone (1986-1988)
- Steve Reid : percussions (1988)

## Discographie
Tous les disques sortis avant 1997 sont chez A&M Records, le dernier Slow Motion est sorti chez EMI.

### Albums studio
- 1970 : Supertramp
- 1971 : Indelibly Stamped
- 1974 : Crime of the Century
- 1975 : Crisis? What Crisis?
- 1977 : Even in the Quietest Moments…
- 1979 : Breakfast in America
- 1982 : …Famous Last Words…
- 1985 : Brother Where You Bound
- 1987 : Free as a Bird
- 1997 : Some Things Never Change
- 2002 : Slow Motion

### Albums en concert
- 1980 : Paris, enregistré lors des concerts au Pavillon de Paris le 29 novembre 1979
- 1988 : Live '88, enregistré lors d'un concert au Brésil en 1988.
- 1999 : It Was the Best of Times, enregistré lors de deux concerts au Royal Albert Hall de Londres en 1997.
- 2001 : Is Everybody Listening, enregistrement d'un concert à Londres en 1975.
- 2010 : 70-10 Tour, enregistrements de tous les concerts de la tournée entre septembre et octobre 2010
- 2025 : Live in Paris '79, enregistré lors des concerts au Pavillon de Paris le 01 décembre 1979 - 2 CD + 1 DVD

### BBC Sessions
Les BBC Sessions des années 1972-1973 sont des enregistrements pirates du groupe en live à la BBC. Le BBC Sessions 1972 contient une chanson inédite à ce jour, Pony Express,, avec Rick Davies au piano et au chant, Roger Hodgson à la guitare, Dougie Thompson à la basse, Dave Winthrop au saxophone et Kevin Currie à la batterie.

### Compilations
- 1987 : The Autobiography of Supertramp
- 1990 : The Very Best of Supertramp: Volume 1
- 1992 : The Very Best of Supertramp: Volume 2
- 2005 : Retrospectacle: The Supertramp Anthology - 2 CD

## Vidéos

### DVD
- 2002 : Supertramp - The Story So Far
- 2004 : Inside Supertramp A Critical Review 1974 - 1978 Classic Rock Production CRL 1589
- 2006 : Inside Supertramp A Critical Review 1974 - 1980 Classic Rock Production - Double coffret reprenant le DVD précédent (période 1974-1978), plus un nouveau DVD portant sur la période 1978-1980
- 2006 : Roger Hodgson - Take the Long Way Home: Live in Montreal
- 2010 : Supertramp - Gateway To New Horizons (DVD Live in London 1977)
- 2012 : Live In Paris 79

### Musique de film
- 1971 : Extremes, un documentaire sur Supertramp, tourné au Festival de l'île de Wight
- 1971 : Fegefeuer
- 1974 : Münchner Geschichten